# Берка (Вера)
Берка (њем. Berka/Werra) град је у њемачкој савезној држави Тирингија. Једно је од 61 општинског средишта округа Вартбург. Према процјени из 2010. у граду је живјело 4.510 становника. Посједује регионалну шифру (AGS) 16063007.

## Географски и демографски подаци
Берка се налази у савезној држави Тирингија у округу Вартбург. Град се налази на надморској висини од 193 метра. Површина општине износи 56,9 km². У самом граду је, према процјени из 2010. године, живјело 4.510 становника. Просјечна густина становништва износи 79 становника/km².